# Rio Boiştea (Uz)
O Rio Boiştea é um rio da Romênia afluente do Rio Uz, localizado no distrito de Bacău.